# Ardiente secreto
Ardiente secreto é uma telenovela mexicana produzida por Irene Sabido para a Televisa e exibida pelo El Canal de las Estrellas entre 11 de setembro de 1978 e 22 de janeiro de 1979.
Foi uma mini telenovela semanal, exibida nas segundas feiras às 17:30.
Foi protagonizada por Daniela Romo e Joaquín Cordero.

## Sinopse
A órfã Mariana Cisneros é acolhida por uma tia que a detesta e acaba internada em um internato para meninas pobres. Lá, Mariana sofre terríveis dificuldades, incluindo a morte de uma amiga, mas também recebe educação sob a orientação de uma professora generosa.
Quando atinge a maioridade, decide procurar emprego como governanta. É contratada por Eduardo, um rico proprietário de terras que precisa de uma professora e companheira para Adela, sua filha ilegítima.
Mariana se afeiçoa à solitária Adela e sente-se simultaneamente atraída e repelida por sua temperamental e misteriosa empregadora. Eduardo corteja uma vizinha ambiciosa, mas Mariana fica chocada com a insolência do capataz da fazenda, que parece ter poder sobre sua empregadora.
Mariana e Eduardo acabam se apaixonando, mas um terrível segredo os separa. E Mariana descobrirá isso no dia do seu casamento: o capataz e a cozinheira são cunhado e sogra de Eduardo, que concordaram em ser seus criados para proteger a esposa dele, que não morreu, mas vive trancada no sótão, sofrendo de demência alcoólica. Desesperada, Mariana foge da propriedade, mas seu amor a trará de volta.

## Elenco
- Daniela Romo - Mariana Cisneros[2]
- Joaquín Cordero - Eduardo[3]
- Lorena Velázquez - Irene
- Virginia Manzano - Virginia
- Dolores Tinoco - Simona
- Patricia Tanús - Adela
- Ada Carrasco - Tía
- Eduardo Liñán - Rodolfo
- Erika Carrasco - Mariana (criança)